# Гватемала на Олімпійських іграх
Гватемала дебютувала на Олімпійських іграх у 1952 році. Після цього вона пропустила три Олімпіади, а від 1968 року не пропускала жодних літніх Ігор. За весь цей час гватемальські спортсмени завоювали лише одну медаль — срібло легкоатлета Еріка Баррондо на Олімпійських іграх 2012.
Гватемала лише один раз брала участь у зимових Олімпійських іграх — 1988 року, проте не завоювала медалей.
Національний олімпійський комітет Гватемали був створений 1947, і визнаний МОК того ж року.

## Список медалістів
| Медаль | Ім'я          | Ігри        | Вид спорту     | Дисципліна                          |
| ------ | ------------- | ----------- | -------------- | ----------------------------------- |
| Срібло | Ерік Баррондо | 2012 Лондон | Легка атлетика | Спортивна ходьба на 20 км, чоловіки |